# Тодор Кючуков
Тодор Кючуков е български футболист, вратар. Роден е на 6 септември 1978 г. в Първомай. Юноша е на Борислав (Първомай).

## Кариера
Играе за ЦСКА от 1997/98 до 2000 и от лятото на 2005 г. Играл е и за отборите на Марек, Черно море, Родопа, Сигма (Оломоуц, Чехия). Носител на купата на страната през 1999 с ЦСКА, вицешампион през 2000 и бронзов медалист през 1998 г. През сезон 2006/07 играе за португалския Бейра Мар. Многократен шампион на България с юношите на ЦСКА. За купата на УЕФА е изиграл 1 мач за ЦСКА.
Женен е за манекенката Станислава Цветкова, от която има едно дете.

## Статистика по сезони
- Борислав - 1997/пр. - А ОФГ, 7 мача
- ЦСКА - 1997/98 - "A" група, 0 мача
- ЦСКА - 1998/99 - "A" група, 8 мача
- ЦСКА - 1999/00 - "A" група, 17 мача
- Марек - 2000/01 - "A" група, 20 мача
- Черно море - 2002/пр. - "A" група, 4 мача
- Сигма - 2002/03 - Гамбринус Лига, 17 мача
- Сигма - 2003/ес. - Гамбринус Лига, 8 мача
- Уралан Елиста - 2004 - Руска Първа Дивизия, 14 мача
- Родопа - 2004/ес. - "A" група, 2 мача
- ЦСКА - 2005/ес. - "A" група, 1 мач
- Бейра Мар - 2006/07 - Португалска лига, 1 мач
- Спортист (Своге) - 2008/пролет - „Западна Б ПФГ“, 6 мача
- Македоникос - 2008/09 – Трета дивизия на Гърция, 15 мача
- Спортист (Своге) - 2009/10 - "A" група, 21 мача
- Ком Миньор - 2010/11 - Западна Б група, 8 мача[1]
- ФК Банско - 2010/11 - Западна Б група, 6 мача
- ФК Банско - 2011/12 - Западна Б група, 14 мача
- Бдин (Видин) - 2011/12 - Западна Б група, 10 мача